# Esther Stam
Esther Stam (Zutphen, Países Bajos, 11 de marzo de 1987) es una deportista georgiana de origen neerlandés que compite en judo. Ganó una medalla de plata en el Campeonato Europeo de Judo de 2016, en la categoría de –70 kg.

## Palmarés internacional
| Campeonato Europeo | Campeonato Europeo | Campeonato Europeo | Campeonato Europeo |
| Año                | Lugar              | Medalla            | Categoría          |
| ------------------ | ------------------ | ------------------ | ------------------ |
| 2016               | Kazán (Rusia)      | Medalla de plata   | –70 kg             |